# Satoshi Kamiya
Satoshi Kamiya (jap. 神谷哲史 Kamiya Satoshi; ur. 6 czerwca 1981 w Nagoi) – jeden ze światowych mistrzów origami. Układanie origami zaczął w wieku dwóch lat, ale na poważnie zaczął projektowanie bardziej zaawansowanych modeli dopiero w 1995 roku i od tego czasu zrobił setki modeli origami. Jego najpopularniejsze dzieła to "Bahamut" i "Antyczny Smok". Wymagają one kwadratowej kartki papieru o boku min. 50 cm i ok. 275 kroków, a wliczając powtórzenia to około czterystu indywidualnych kroków.

## Publikacje
- Works of Satoshi Kamiya, 1995-2003 Origami House, 2005. ISBN 0000041944
- World of Super-Complex Origami Soshimu, 2010. ISBN 978-4-88337-710-7 (we współpracy z innymi origamistami takimi jak Komatsu Hideo i Takashi Hojyo)
- Works of Satoshi Kamiya, 2002-2009  Origami House, 2012